# Галогетон паутинистый
Галогетон паутинистый (лат. Halogeton arachnoideus) — вид травянистых растений рода Галогетон (Halogeton) семейства Амарантовые (Amaranthaceae).

## Ботаническое описание

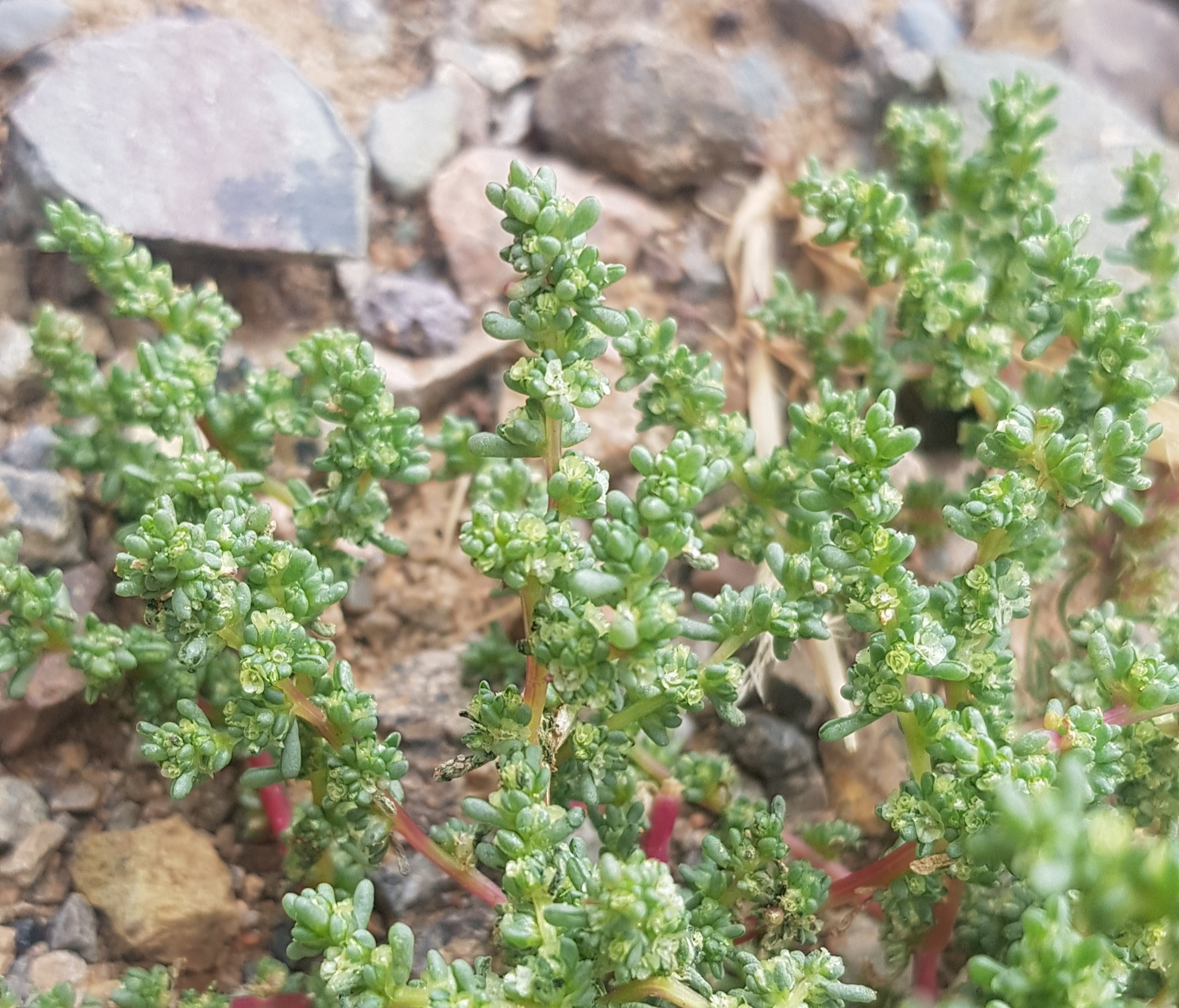
Соцветия

Однолетнее травянистое растение с ветвистым от основания стеблем и тоже ветвистыми, сильно раскинутыми, нередко лежащими на почве ветвями 3—10 см длиной. Стебель облеплен местами, преимущественно в разветвлениях, белыми, похожими на вату клочками из длинных спутанных волосков, в нижней части, кроме того, усажен очень короткими жёсткими волосками. Листья зелёные, очерёдные, мясистые, почти цилиндрические, 2—4 мм длиной и 0,5—1 мм шириной, кверху обыкновенно немного расширенные, тупые и на самом кончике с очень коротким (⅕—⅙ мм) заострением; основание их немного расширенное, по краям перепончатое, наполовину обхватывающее стебель.
Цветочные клубочки расположены в пазухах почти всех листьев, не исключая и нижних. Прицветники нерезко отличаются от верхних, более мелких, листьев, почти лодочковидные, тупые или с очень коротким шипиком на верхушке. Доли околоцветника во время цветения яйцевидно-ланцетовидные, заострённые, перепончатые, около 1,5 мм длиной и 0,5 мм шириной, около середины или немного ниже с слабо заметным выростком в виде поперечной морщинки. Тычинок у вполне развитых цветков 5, которые все свободные и снабженные пыльниками. Цветение и созревание плодов в июле—августе.

## Распространение и экология
Западная и Средняя Сибирь, Средняя и Центральная Азия. Растёт в щебнистых солонцеватых степях, на солончаках, чиёвниках и залежах.